# Tenedos figaro
Tenedos figaro là một loài nhện trong họ Zodariidae.
Loài này thuộc chi Tenedos. Tenedos figaro được Rudy Jocqué & Léon Baert miêu tả năm 2002.